# Geocrinia
Genre
Synonymes
- Hesperocrinia Wells & Wellington, 1985

Geocrinia est un genre d'amphibiens de la famille des Myobatrachidae.

## Répartition
Les sept espèces de ce genre se rencontrent dans le sud-est et le sud-ouest de l'Australie.

## Description
Ces grenouilles ont d'abord été classées dans le genre Crinia. Les études ont montré cependant des différences notables entre ces deux genres. D'une part les espèces du genre Geocrinia ont un corps légèrement plus robuste et une peau plus lisse sur le ventre que celles du genre Crinia mais, et c'est le plus important, elles ne pondent pas dans l'eau. C'est ainsi que quelques espèces de Geocrinia passent l'intégralité de leur développement larvaire dans l'œuf tandis que d'autres éclosent quand les précipitations sont suffisantes pour achever leur développement dans l'eau. 
Cinq des sept espèces de Geocrinia vivent en Australie occidentale tandis que les deux autres se trouvent dans le sud-est de l'Australie.
Geocrinia alba est une espèce considérée comme en danger par suite de la disparition de son habitat en raison du développement de l'industrie viticole en Australie-Occidentale.

## Liste des espèces
Selon Amphibian Species of the World (11 juin 2017) :
- Geocrinia alba Wardell-Johnson & Roberts, 1989
- Geocrinia laevis (Günther, 1864)
- Geocrinia leai (Fletcher, 1898)
- Geocrinia lutea (Main, 1963)
- Geocrinia rosea (Harrison, 1927)
- Geocrinia victoriana (Boulenger, 1888)
- Geocrinia vitellina Wardell-Johnson & Roberts, 1989

## Publication originale
- Blake, 1973 : Taxonomy and relationships of myobatrachine frogs (Leptodactylidae): a numerical approach. Australian Journal of Zoology, vol. 21, p. 119-149.